# 玉门点地梅
玉门点地梅（学名：Androsace brachystegia）为报春花科点地梅属下的一个种。

## 扩展阅读
- 維基物種上的相關：玉门点地梅